# Nižná Boca
Nižná Boca (allemand : Niederbotzau, hongrois : Szentivánboca) est un village de Slovaquie situé dans la région de Žilina.

## Histoire
La première mention écrite du village date de 1350.

## Démographie

### Évolution de la population
| Année:               | 1994. | 2004.   | 2014.   | 2024.   |
| -------------------- | ----- | ------- | ------- | ------- |
| Nombre de personnes: | 189   | 178     | 164     | 155     |
| Différence:          |       | -5,82 % | -7,86 % | -5,48 % |

| Année:               | 2023. | 2024.   |
| -------------------- | ----- | ------- |
| Nombre de personnes: | 158   | 155     |
| Différence:          |       | -1,89 % |